# Museo Nacional de Bellas Artes (Cuba)
El Museo Nacional de Bellas Artes (MNBA) es un museo de carácter público, situado en La Habana (Cuba). Subordinado al Ministerio de Cultura ocupa dos edificios en las cercanías del paseo del Prado, estos son el Palacio de Bellas Artes, destinado al arte cubano y el Palacio del Centro Asturiano, dedicado al arte universal; un tercer edificio se destina a funciones administrativas. Alberga una de las mayores colecciones de pinturas y esculturas de América Latina y es el mayor del Caribe insular.
El Museo Nacional fue inaugurado el 28 de abril de 1913 como Museo Nacional de la República, y funcionó hasta mediados del siglo XX como un museo enciclopédico, especializándose como una institución dedicada a la historia del arte tras el triunfo de la Revolución cubana. En un inicio su sede estaba próxima al sitio que hoy ocupa el Hospital Hermanos Ameijeiras, en el municipio de Centro Habana, Calle Concordia esquina a Lucena, cerca del antiguo Frontón.
Su patrimonio artístico, compuesto por más de 45 000 piezas, es considerado uno de los más importantes de América Latina y el Caribe. Conjuntamente con la mayor colección de arte cubano del mundo, conserva piezas de las más importantes escuelas europeas, un importante patrimonio del continente. También el museo atesora importantes piezas de arte antiguo, que abarca colecciones de Grecia, Roma y Egipto.
El museo cuenta con un teatro y un extenso programa cultural, que incluye exposiciones transitorias, conciertos, tertulias, etc. También mantiene el Centro de Información de Antonio Rodríguez Morey, un importante centro de referencia para las artes visuales en el país, posee además una biblioteca con más de 120 000 volúmenes.

## Historia

### Antecedentes
Después de la independencia de España en 1898, y la proclamación de la República en 1902, en el país se vive un proceso lógico, de formación de la conciencia nacional, en busca de un modelo de nación y la consolidación de la identidad cultural. El gran entusiasmo generado por el nuevo estatus político, a pesar de la sumisión a los Estados Unidos, con la Enmienda Platt, se refleja en un fuerte impulso en todos los campos de la vida social de la isla.
Como fruto de este proceso histórico, que ganó fuerza en los primeros años del siglo XX, se crean instituciones como la Academia de Historia de Cuba y la Academia Nacional de Artes y Letras, que tomando como referencia a las antiguas potencias coloniales de Europa, tratarían de entablar nuevas perspectivas para el avance de la joven nación. En este momento se veía como algo indispensable la creación de una nueva institución que se dedicara a preservar la memoria histórica del país —un museo nacional, de carácter enciclopédico, creado siguiendo el modelo de museo público establecido después de la Revolución francesa— con el propósito de instruir culturalmente a la sociedad.

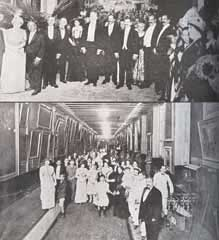
Inauguración del Museo Nacional (1913).

### Fundación y primeros años
Bajo el nombre de Museo Nacional de la República, la institución fue fundada por decreto presidencial de José Miguel Gómez y Mario García Kohly, secretario de Instrucción Pública y Bellas Artes el 23 de febrero de 1913. Concebido como un museo enciclopédico, mezclándose en parte con el concepto de "gabinete de curiosidades", que tenía como objetivo la difusión del conocimiento, el Museo Nacional se dedicó a conservar los objetos que pertenecen a diferentes estilos, con secciones como arqueología, antropología, piedras, bellas artes, historia natural, archivo, biblioteca y mueblería. El arquitecto Emilio Heredia, primer director del museo, sería responsable de aprobar las donaciones, de establecer los criterios de organización y de exposición del acervo cultural.

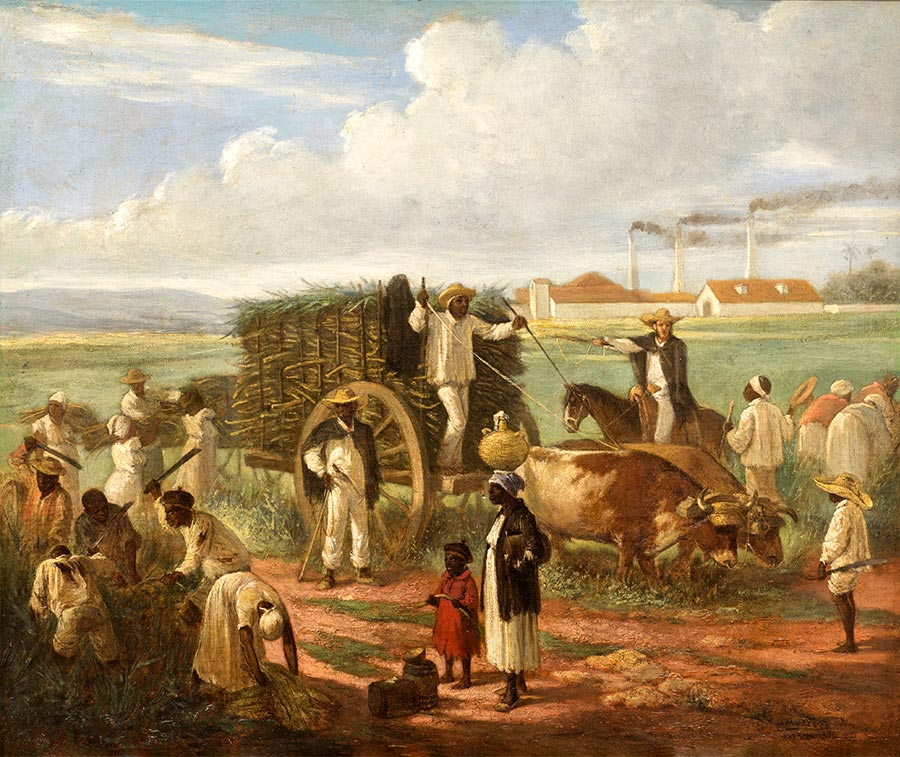
Corte de caña (1874), de Víctor Patricio de Landaluce.

La sección de Bellas Artes (que también incluía numismática y joyería antigua) contó con un núcleo de pinturas y esculturas de Cuba, Latinoamérica y Europa, parte de la cual provenía de la galería de la Academia Nacional de Bellas Artes San Alejandro. Dicha galería había sido creada a mediados de siglo XIX, tras la adquisición de un lote en Europa por Pedro de Alcántara Téllez-Girón y Pimentel (marqués de Jabalquinto) en 1841 para servir como modelo a los estudiantes de la academia.
Durante su primera década de existencia el museo recibió donaciones de privados, iglesias, conventos e instituciones civiles. Artistas contemporáneos entre los que se encuentran: Antonio Rodríguez Morey, Leopoldo Romañach y Aurelio Merelo, condescendieron muchas de sus pinturas. En 1917 se vio obligado a trasladarse desde el Mercado de Colón hacia la Quinta de Toca (Avenida Carlos III), lo cual provocó enormes gastos trayendo como consecuencia a su vez el cierre del establecimiento hasta el 20 de mayo de 1919. En 1919 la institución participó en una subasta, de obras de arte en Europa, mediante la que adquirió un conjunto de sesenta copias de cuadros famosos del Museo del Prado, así como algunas piezas originales de artistas españoles.

### Especialización y consolidación
En 1918, el artista plástico y restaurador Antonio Rodríguez Morey se hizo cargo de la dirección del Museo Nacional. Su larga administración (que duró hasta 1967, año de su muerte) fue de fundamental importancia para la especialización de la institución como un museo de bellas artes y en la obtención de reconocimiento internacional. Ya en 1921, Morey propone la transferencia de la colección de historia natural a otro edificio, con el objetivo de hacer espacio para la exhibición de piezas históricas y artísticas.[cita requerida]

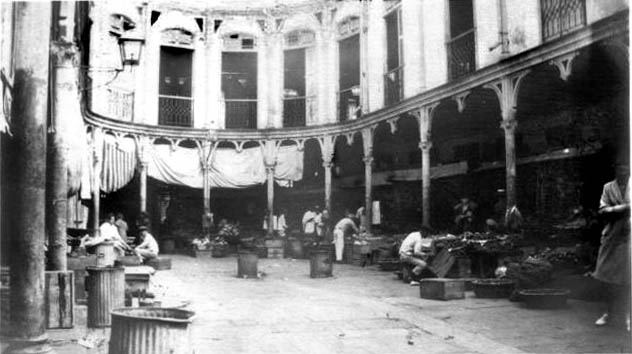
El Mercado de Colón en 1928.

En 1924, el edificio que servía de sede principal al museo fue vendido a los hermanos de La Salle y la institución se trasladó nuevamente, esta vez hacia la Casa Aguiar, donde permaneció durante tres décadas hasta la construcción de su sede permanente. El primer proyecto para la nueva sede, fue diseñado por los arquitectos Evelio Govantes y Félix Cabarrocas en 1925. El proyecto incluyó la adecuación y recuperación del antiguo Mercado de Colón (construido entre 1882 y 1884) e iniciándose más de dos décadas después, en 1947 fue abandonado poco después debido a la falta de recursos.
Desde el punto de vista museológico, Morey buscó renovar los criterios para la adquisición de las obras de arte, privilegiando piezas originales en detrimento de copias o reproducciones, contribuyendo sobremanera al aumento de la calidad de las colecciones. En 1924 se adquieren con fondos públicos, algunas pinturas de la colección del distribuidor italiano Salvador Buffard. Al año siguiente, también con subvención del Estado, se compró una gran cantidad de pinturas cubanas y europeas, del siglo XX y de los siglos anteriores. El Salón Anual de Bellas Artes, a través del premio de adquisición, se convertiría en otro espacio importante en la configuración de la colección del museo y llevó la responsabilidad de añadir a la colección una gran cantidad de obras de vital importancia para la historia del arte cubano.
Morey también amplió las adquisiciones de dibujos, grabados, esculturas y artefactos arqueológicos precolombinos. En 1927 la Academia de San Alejandro, concede a manera de empréstito, un segundo conjunto de pinturas que posteriormente pasarían a formar parte del fondo del museo. La colección de etnografía fue ampliada gracias a la transferencia de un grupo de objetos religiosos africanos desde un tribunal en Marianao. En 1936 son donadas al museo un grupo de piezas de elaboración indígena provenientes de antiguas aldeas taínas de Camagüey y Pinar del Río, este mismo año varios profesores de la academia nacional donan algunas de sus piezas.
En las décadas de 1930 y 1940, Morey obtendría el apoyo de destacados intelectuales cubanos en su compromiso de aumentar el prestigio de la institución y sensibilizar a la sociedad y al gobierno sobre la necesidad de proporcionar condiciones adecuadas para el funcionamiento del museo. Los historiadores Emilio Roig de Leuschenring y Luis de Soto y Sagarra y el arquitecto Luis Bay Sevilla publicaron una serie de artículos en la prensa por la que se denunciaba la situación de "abandono del Museo Nacional" y destacaron la importancia de su patrimonio. El traslado de las exposiciones y de las obras del museo a otras instituciones en La Habana, debido a la escasez de servicios, contribuyeron a resaltar al público la necesidad de una nueva sede más amplia. Para coordinar el traslado se organizó en noviembre de 1946, el Patronato Pro-Museo Nacional, que reunió a representantes de diferentes instituciones culturales cubanas.
El patronato desarrolló un intenso programa de actividades para promover el museo, incluyendo la movilización de la prensa y la radio, los intelectuales, académicos y artistas, y la organización de conferencias y exposiciones en las que se distribuyeron materiales informativos, instando al público a exigir mejores condiciones para la institución. Este proyecto traspasó las fronteras nacionales, y la nueva sociedad trató de establecer acuerdos con instituciones similares de Estados Unidos, Francia y España. El museo fue incorporado a la Sociedad Americana del Museo y luego se inscribió en el Consejo Internacional de Museos (ICOM). Debido la escasez de técnicos de museología en el país, el patronato pagó varias becas en el extranjero.

### Nueva sede

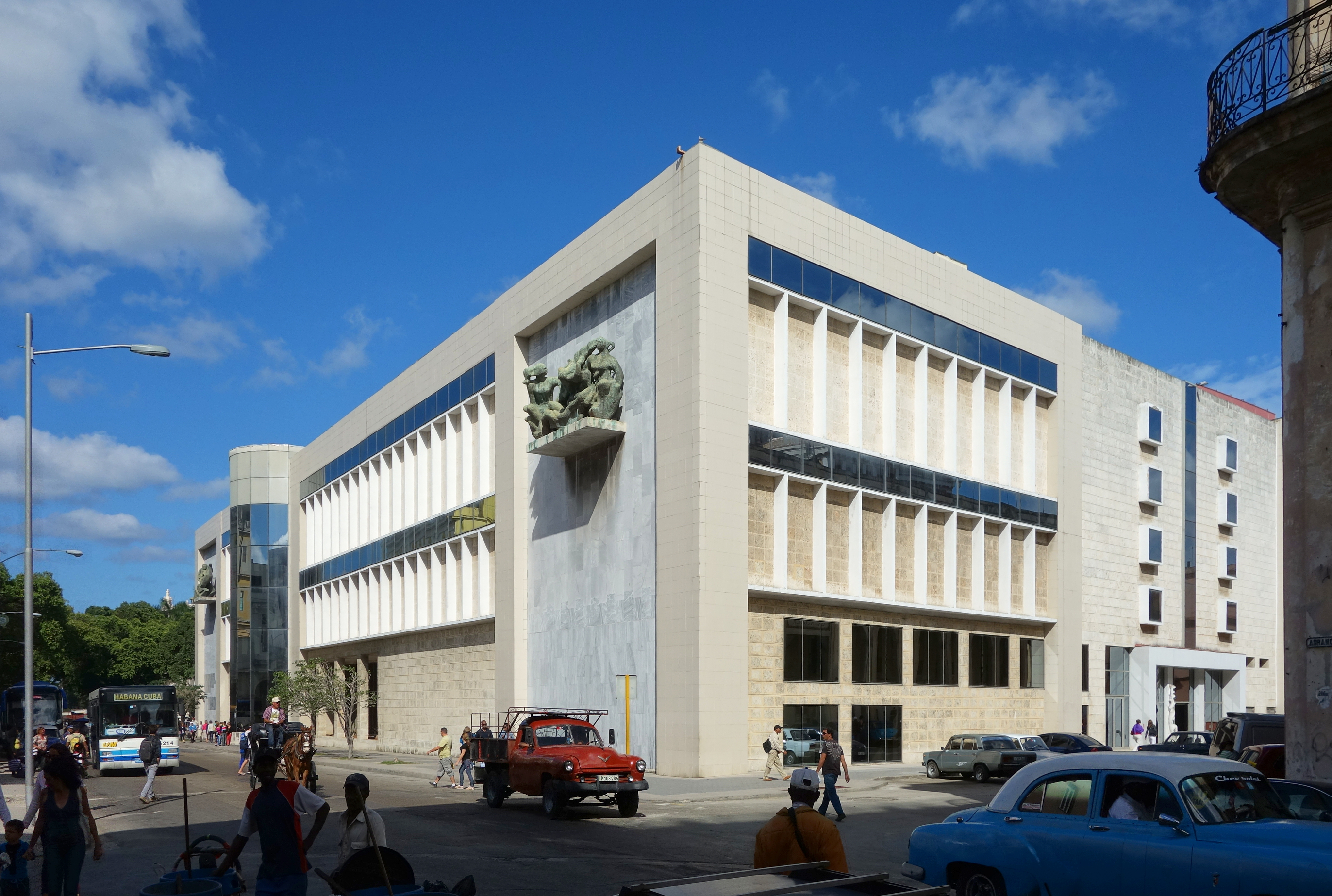
Palacio de Bellas Artes.

Frente a la presión de la intelectualidad y sectores afines, el gobierno finalmente cedió a la idea de construir una sede propia para el museo nacional. Se decidió erigir el edificio con el nombre de: Palacio de Bellas Artes, en el sitio donde se ubicó el antiguo Mercado de Colón, que había sido demolido bajo el gobierno de Carlos Prío.
El proyecto del edificio de estilo racionalista estuvo a cargo del ingeniero Alfonso Rodríguez Pichardo. El diseño contaba con amplios espacios libres, que serían susceptibles a modificaciones para acoger diferentes exposiciones. Siguiendo los códigos internacionales de la arquitectura moderna, mezclada con elementos de la tradición colonial cubana, lo que se ve reflejado en la existencia de un patio central y en el uso de piedras Jaimanitas en la fachada. Varios artistas fueron invitados a realizar trabajos específicos para la construcción, como Ernesto Navarro, Rita Longa y Mateo Torriente. La construcción comenzó en 1952 y finalizó casi dos años después. El Palacio de Bellas Artes fue inaugurado en 18 de junio de 1954, como sede de la II Bienal Hispanoamericana de Arte.
El Patronato sería responsable, de elaborar las directrices generales para la reapertura del museo. Un decreto-ley publicado emitido en febrero de 1954 concedía al Patronato (luego rebautizado como Patronato de Bellas Artes y Museos Nacionales) autoridad legal para ordenar y organizar instituciones museológicas cubanas, gestionar las colecciones históricas y artísticas, establecer los criterios para la aceptación de donaciones y la organización de las exposiciones y otros eventos culturales. Un consejo asesor ayudaría a la Administración en la gestión de la institución.
La reinauguración del museo motivó nuevas y valiosas donaciones y depósitos durante toda la década de 1950. Donaron obras para la institución la Arquidiócesis de La Habana, la Casa de Beneficencia y diversos coleccionistas particulares como María Ruiz de Olivares (marquesa de Pinar del Río), Julio Lobo, Oscar Cintas, José Gómez Mena y Tomás Felipe Camacho, entre otros. Una de las más importantes donaciones hechas al museo fue la de antigüedades egipcias, etruscas y greco-latinas realizada por Joaquín Gumá (conde de Lagunillas), que constituye hasta hoy uno de sus núcleos más valiosos.
Las exposiciones permanentes de arte nacional e internacional fueron montadas con la colaboración de Allan MacNab director del Fours Arts Gallery de Palm Beach, Florida siguiendo criterios cronológicos y geográficos. El nuevo espacio posibilitó mostrar al público un número mayor de piezas que hasta entonces permanecían almacenadas, entre estas destacan colecciones de artes decorativas y de la etnología africana de Cuba. La organización del espacio dedicado a piezas históricas estuvo a cargo de José Manuel Pérez Cabrera y Francisco Pérez de la Riva. El campo de la antropología se confió a Fernando Ortiz y Lydia Cabrera.
Esta nueva sede albergaría además, en un primer momento al Instituto Nacional de Cultura, órgano del Ministerio de Educación, que se convertiría en responsable de conferir el dinamismo adecuado, organizando conferencias, recitales y exposiciones. El instituto también crearía la Sala Permanente de Arqueología Antillana, donde estaban expuestos objetos de las culturas aborígenes y algunos relacionados con el cacique Guamá.

### La revolución y el museo
Con el triunfo de la Revolución cubana en enero de 1959, el museo sufriría profundas modificaciones, debido a la propia naturaleza renovadora del proceso histórico. Como depositario de las colecciones privadas intervenidas por el nuevo gobierno, la institución asistió a un crecimiento tal de sus colecciones que se hizo imposible albergar todas las piezas. Decidieron por tanto mantener en el museo únicamente las colecciones de las bellas artes, distribuyéndose el resto en otras sedes conforme a sus tipologías. Varios museos serían creados para conservar todas las piezas, tales como el Museo Napoleónico, el Museo de Artes Decorativas, el Museo de Arte Colonial, entre otros.Valiosas colecciones de arte —compradas por coleccionistas privados en galerías comerciales de Europa y, especialmente, de Estados Unidos— de Julio Lobo, Oscar Cintas, José Gómez Mena, Tomás Felipe Camacho, María Dolores Machín, Evelio Govantes e Ignacio Ponce de León, entre muchos otros, pasaron en su totalidad o en parte al acervo de la institución, que pasaría a denominarse Museo Nacional de Bellas Artes. Todos los núcleos del museo se beneficiaron de esta coyuntura histórica, registrando un aumento significativo en las colecciones de arte europeo, americano y asiático. El núcleo del arte nacional, a su vez, es ahora capaz de ofrecer una amplia visión histórica del arte del país.

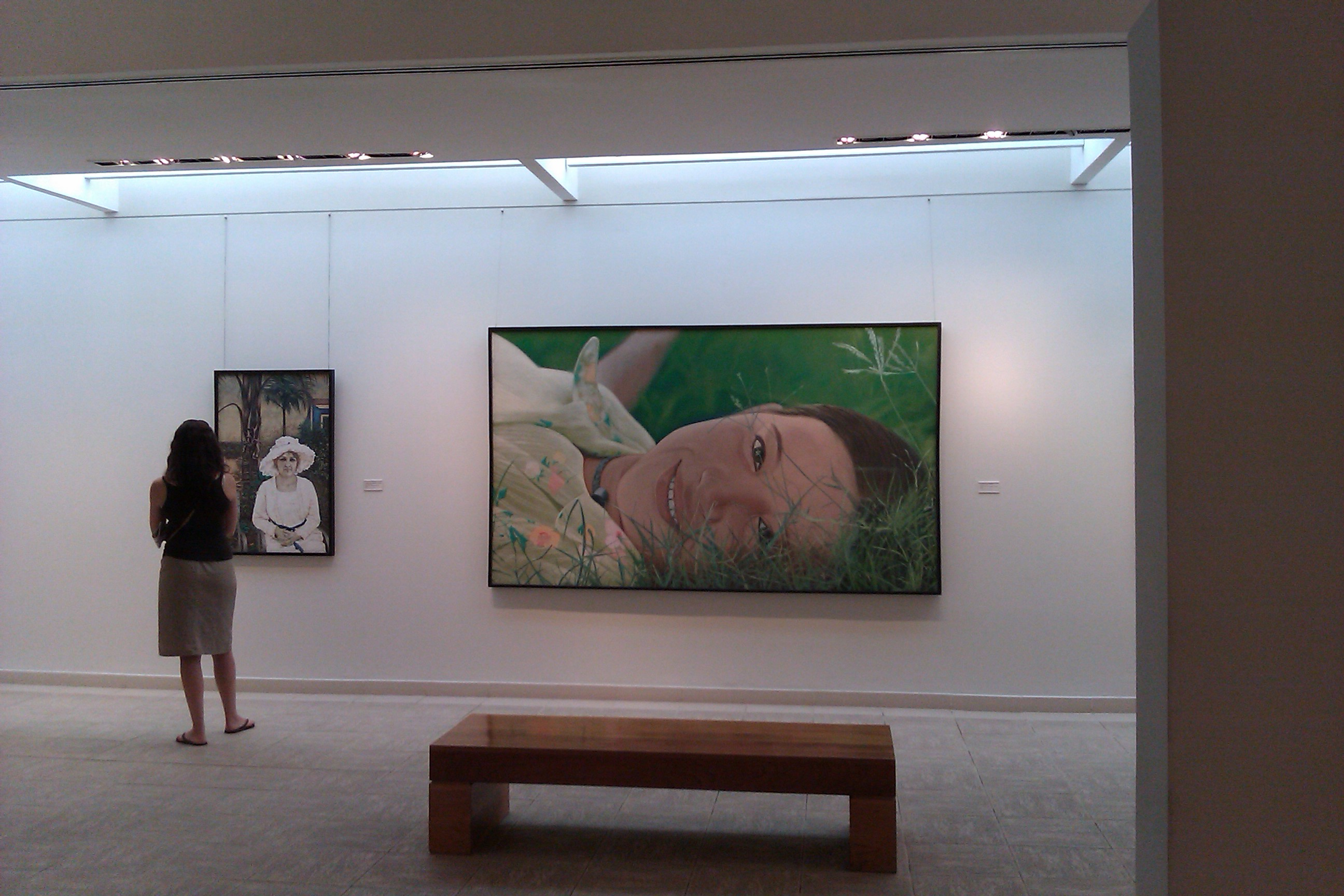
Todo lo que Ud. necesita es amor, obra cumbre del hiperrealismo de Flavio Garciandía de Oráa. La modelo del cuadro es la pintora cubana Zaida del Río.

A excepción del período 1968-1975, cuando una restructuración museológica cambió el criterio de exposición de las obras, la sección de arte universal seguiría expuesta en orden cronológico y subdividido geográficamente, centrándose mayormente en las escuelas europeas: España, Italia, Francia, Flandes, Países Bajos, Alemania e Inglaterra. Los objetos arqueológicos fueron recogidos en las Salas de arte antiguo Conde de Lagunillas, cuyo montaje fue realizado por el escultor Eugenio Rodríguez el cual había diseñado las vitrinas y las bases para las piezas y realizó una réplica de una mastaba para servir como entrada a los locales. Las colecciones nacionales fueron agrupadas en las Galerías permanentes de arte cubano.
Entre 1966 y 1967, el museo comenzó un proceso de catalogación e inventario de las colecciones. En las décadas posteriores, la renovación de los espacios de exposición tendría el fin de satisfacer la necesidad de ampliar la gama de obras expuestas y piezas de exhibición. En el período, entre los principales eventos con sede en el museo, nacionales e internacionales, son el Salón 70, la Exposición Nacional de Jóvenes Artistas, la Bienal de La Habana y la de Tesoros del Kremlin y Retrato de México. En 1980, la falta de espacio se convertiría en un obstáculo para el aumento de las colecciones y los sistemas de seguridad y de aire acondicionado se vieron dañados.
En los años 1990, el museo buscó renovar los intercambios con otras instituciones similares, procurando adecuar al museo a los criterios internacionales de la práctica museológica. Para esto fueron realizados nuevos inventarios y se estudiaron nuevas formas de control y de capacitación de los trabajadores.

## Actualidad
La restructuración más importante realizada a la institución en su historia reciente ocurrió en 1996, cuando con el propósito de ampliar el espacio expositivo, la presidencia del Consejo de Estado, decide conceder a la institución el uso de dos nuevos edificios. Quedando así el Palacio de Bellas Artes, la muestra exclusiva del arte nacional. Las colecciones internacionales fueron transferidas al Palacio del Centro Asturiano, que se encuentra a pocos metros del otro edificio. Un tercer edificio, el Cuartel de Milicias, se dedicó a las actividades administrativas y logísticas.[cita requerida]
El diseño y la implementación de los cambios fueron realizados por el museógrafo Jorge Candelaria y José Linares. El cambio permitió que el museo pudiera ampliar en un 50 % el número de obras expuestas de forma permanente, para mostrar por primera vez, sus colecciones de arte americano y arte asiático. Las obras de restauración duraron cinco años y tuvieron un costo de 14,5 millones de dólares. La inauguración de los nuevos espacios del museo tuvo lugar el 18 de julio de 2001, con la presencia de Fidel Castro.
En 2010 el filántropo estadounidense Gilbert Brownstone, de la fundación Archivado el 4 de marzo de 2016 en Wayback Machine. del mismo nombre, donó al museo en representación del pueblo de Cuba, más de 120 obras de Picasso, Miró, Andy Warhol, Marcel Duchamp, André Masson, Camille Pissarro, Edouard Vuillard y Roy Lichtenstein, dándole a la institución relevancia mundial.

## Los edificios

### Palacio de Bellas Artes

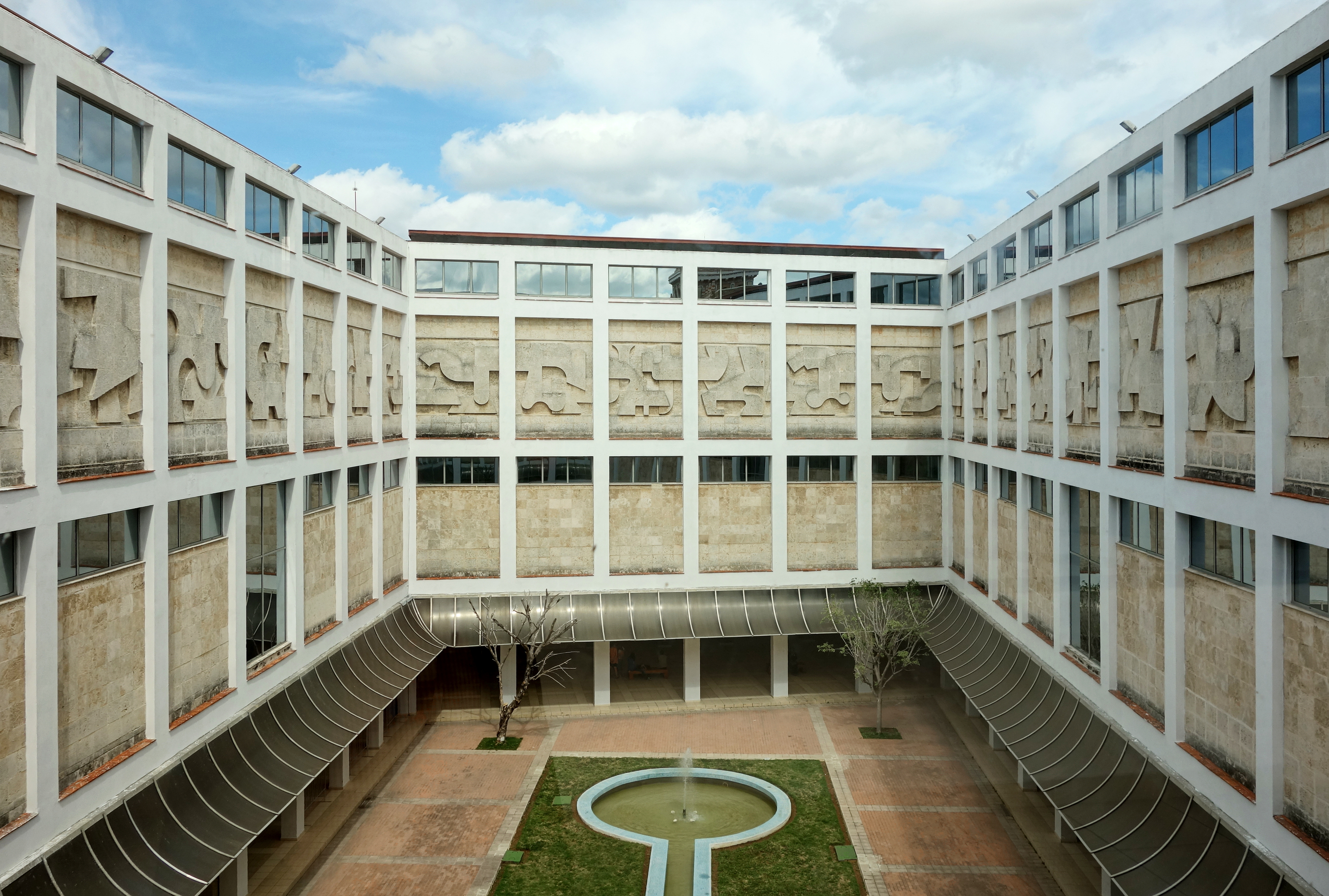
Patio interior del Palacio de Bellas Artes, influencia de la arquitectura colonial.

Diseñado por el arquitecto Alfonso Rodríguez Pichardo a principios de 1950 para albergar el Museo Nacional, el Palacio de Bellas Artes fue inaugurado el 18 de junio de 1954. Cuenta con 18 083 m² de área construida, y 7538 m² dedicados a exposiciones permanentes y temporales.El edificio sigue los códigos de la arquitectura racionalista con plantas libres y paneles móviles, permitiendo la adecuación del espacio expositivo. Recoge, sin embargo, varios elementos de la tradición de la arquitectura colonial cubana, tales como: la presencia de un patio central —donde están expuestas esculturas de la colección permanente—, la presencia de altos puntales y el uso de piedras en la fachada.
Además de dar suficiente espacio expositivo y flexibilidad para las actividades museográficas, en el diseño del edificio se muestra preocupación por la integración entre la arquitectura y la escultura. Para la parte superior del patio central, el escultor Ernesto Navarro ejecutó relieves tallados en piedra. En interiores y exteriores, esculturas monumentales fueron colocadas, de acreedores como: Rita Longa (Forma, Espacio y Luz), Mateo Torriente, Juan José Sicre, Eugenio Rodríguez, y un gran mural de Enrique Caravia.
En 2001, después de la amplia reforma y reestructuración de los espacios internos, coordinada por Jorge Candelaria y José Linares, el Palacio de Bellas Artes fue reabierto al público. El edificio que alberga la colección de arte cubano en el Museo Nacional mantiene cerca de 1200 piezas en exposición permanente. Está equipado con teatro auditorio, cafetería y tienda. También aloja el Centro de Documentación Antonio Rodríguez Morey.

### Palacio del Centro Asturiano

Detalle de la fachada del Centro Asturiano.

El Palacio del Centro Asturiano fue diseñado por el arquitecto Manuel del Busto y abrió sus puertas en 1927, con el fin de servir como sede de la asociación del Centro Asturiano de La Habana, cuya anterior sede había sido destruida por un incendio en 1918. La asociación, fundada en 1886 se dedicaba a proporcionar ayuda mutua y asistencia a los miembros de la comunidad asturiana en Cuba. El proyecto fue seleccionado por medio de un concurso del cual Busto salió ganador y la construcción comenzó en 1924.
De estilo ecléctico, el palacio es uno de los edificios más representativos de la arquitectura republicana en Cuba. Sobresalió en su tiempo, tanto por las técnicas de construcción empleadas —en particular la estructura de acero, cubierta de piedras, tejas y losas de concreto— como por los materiales utilizados en el acabado: mármoles de Italia, España y Estados Unidos, carpintería de caobas cubanas, vidrieras importadas de Madrid, y lámparas decorativas en bronce, con cristal de Bohemia. Mariano Miguel dirigió la realización del gigantesco vitral que decora la bóveda.
Después de la Revolución cubana, la propiedad fue incautada y se convirtió en la sede de la Asociación de Amistad Cubano-Española. Luego sería el Palacio de Pioneros (centro de educación) y el Tribunal Supremo. Finalmente desde el año 2001, sirve de sede a las colecciones de arte universal del Museo Nacional. El palacio tiene 15 054 m² de área, con 4873 m² para el área de exposición.

### Cuartel de Milicias
El Cuartel de Milicias, fue construido en 1764 por Pedro de Medina, a instancias del rey de España, siguiendo el diseño del ingeniero Silvestre Abarca. El propósito de su construcción fue el de mejorar las defensas de la ciudad de La Habana. El edificio fue modificado sustancialmente en los siglos siguientes, sirvió de sede a numerosas empresas militares en Cuba. Después de la Revolución, fue sede de la Policía Nacional Revolucionaria.A mediados de la década de 1990 fue restaurado totalmente, conservando algunos de los cambios realizados en 1946 al mismo, cuando estaba dotado de un segundo piso. Se prestó especial atención a la restauración de su portal de estilo barroco de gran interés artístico. Inaugurado en 2001, con los otros dos edificios del Museo Nacional, desde entonces es usado para albergar a los sectores administrativos y de logística de la institución.

## Colecciones
Creado como museo enciclopédico, el Museo Nacional de Bellas Artes de Cuba a lo largo del siglo XX se especializó gradualmente en una institución dedicada a las artes visuales. Su colección, formada a través de donaciones, legados y adquisiciones, se amplió sustancialmente con las expropiaciones llevadas a cabo por el gobierno después de la Revolución cubana, dando lugar a la incorporación de colecciones privadas de gran valor artístico. En la actualidad, la colección se compone de aproximadamente 47 600 piezas. De estos, 45 000 son parte del patrimonio artístico y otras 2000 están en los depósitos de la institución.

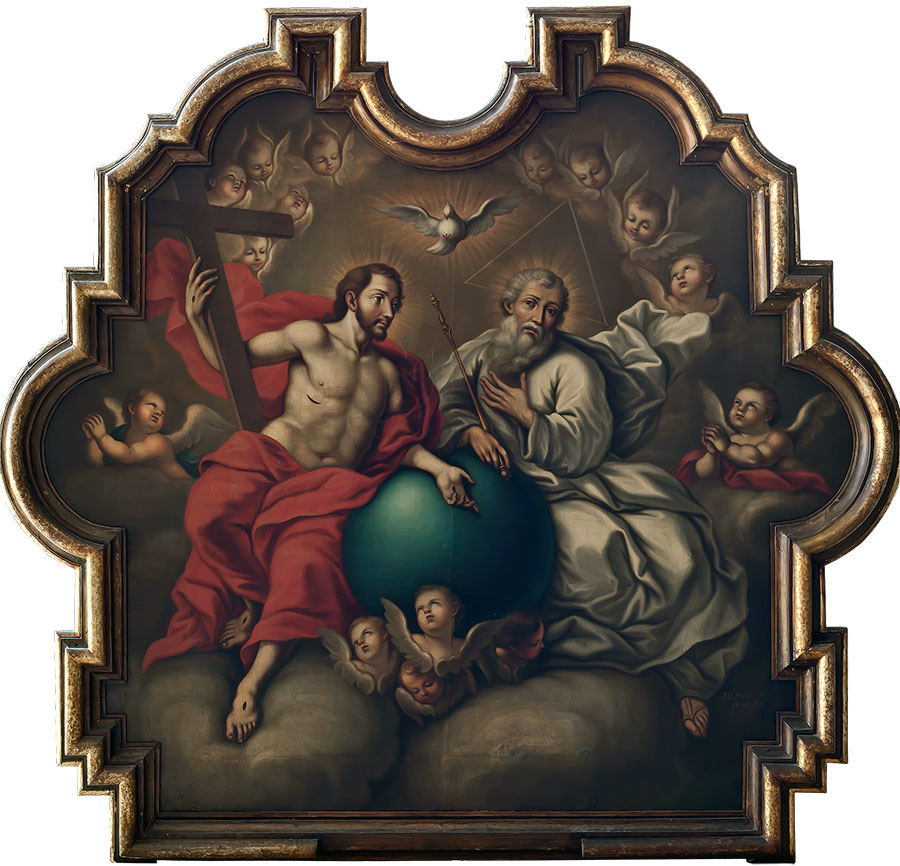
José Nicolás de la Escalera - La Santísima Trinidad,.

El museo es el único en el país especializado en la historia del arte universal. La institución mantiene una amplia colección de obras de arte cubano, y núcleos de menor tamaño de piezas de Estados Unidos y América Latina. También alberga una importante colección de pinturas y esculturas de Europa, que abarca las principales escuelas del continente a lo largo de un lapso de tiempo de seis siglos. También es importante mencionar los logros de la colección de artefactos arqueológicos del Antiguo Egipto, la Antigua Grecia y la Antigua Roma, además de la colección de arte asiático.

### Arte cubano

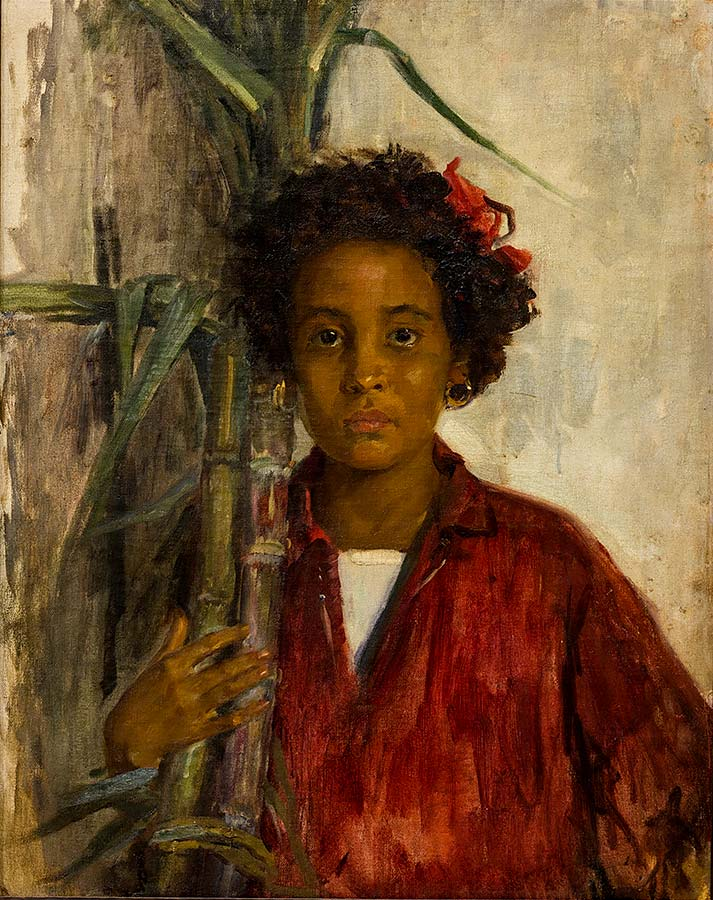
Leopoldo Romañach, La niña de las cañas, siglo XX.

Este museo cuenta con la colección de arte cubano más importante del mundo, abarcando desde el siglo XVI hasta la actualidad. Conserva más de 4300 pinturas, 12 800 diseños y grabados y 285 esculturas, además de fotografías y ejemplares de artes gráficas. La colección está dividida en cuatro secciones bien definidas, arte colonial, inicios del siglo XX, arte moderno y arte contemporáneo.
Del período colonial, hay obras de artistas extranjeros que radicaban en la isla, como el francés Jean-Baptiste Vermay, y otros que dan testimonio de la consolidación de una escuela de artes nativa, como La Santísima Trinidad de José Nicolás de la Escalera,  Retrato de Justa Allo y Bermúdez de Vicente Escobar, Corte de caña de Víctor Patricio y La siesta de Guillermo Collazo, entre otros. El academicismo cubano, el costumbrismo y otras tendencias pictóricas del siglo XIX al siglo XX están representadas por autores como Armando Menocal (Salida de Colón por Bobadilla), Leopoldo Romañach (Marina) y Rafael Blanco Estera (El drama de Zacatecas).
Las vanguardias artísticas de la primera mitad del siglo XX y las series de los grandes maestros cubanos, como p. ej. Fidelio Ponce, Amelia Peláez, Víctor Manuel, Carlos Enríquez, Mario Carreño Morales, Juan Roberto Diago Querol y Wifredo Lam entre otros muchos más; están también ampliamente representadas. El sector del arte contemporáneo engloba obras de artistas residentes en Cuba o en el exterior. En el contexto postrevolucionario, marcan fuerte presencia el hiperrealismo y el simbolismo. Están representados, entre otros, Hugo Consuegra, Guido Llinás, Servando Cabrera Moreno, Antonia Eiriz, Raúl Martínez, Manuel Mendive, Ever Fonseca, Aldo Menéndez, Roberto Fabelo, Tomás Sánchez, Nelson Domínguez, Zaida del Río, Belkis Ayón, Kcho y José Bedia.

### Arte de América y Europa
La colección de arte occidental del Museo Nacional de Bellas Artes es una de las más grandes del Caribe y América Latina. Se compone de más de 1600 pinturas, 126 esculturas y 8000 dibujos y grabados, que abarcan el período comprendido entre la Edad Media y el siglo XX. Las obras se muestran siguiendo criterios de orden cronológico y geográfico. Se presentan en orden de importancia cuantitativa, las escuelas de española, italiana, francesa, flamenca, neerlandesa, inglesa y alemana, junto con ejemplos aislados de otras escuelas de arte europeas. También mantiene núcleos menores del arte latinoamericano y de los Estados Unidos.

#### América Latina
La producción de la América colonial, está representada por un grupo de pinturas anónimas del barroco americano, del boricua José Campeche y de otros artistas de América Central y del Sur. Del siglo XX, sobresalen los modernistas mexicanos como David Alfaro Siqueiros, Diego Rivera y José Clemente Orozco, el argentino Benito Quinquela Martín, el chileno Roberto Matta y el dominicano Jaime Colson, entre otros.

#### Estados Unidos
El arte norteamericano, es reconocible en trabajos de los siglos XVIII y XIX: Gilbert Stuart, Charles Willson Peale, John Singer Sargent, James McNeill Whistler, Childe Hassam, Edward Lamson Henry, etc.[cita requerida]
Además hay un pequeño núcleo de obras modernas y contemporáneas: Man Ray, Alexander Archipenko, Robert Rauschenberg, Claes Oldenburg, Andy Warhol, etc.

#### España

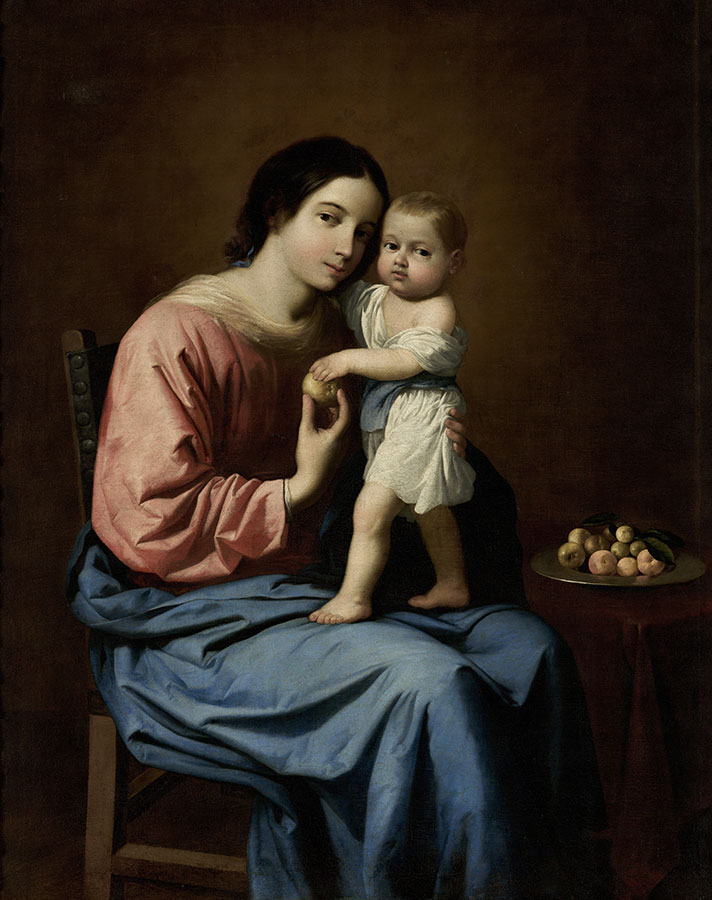
La Virgen de la Manzana, de Francisco de Zurbarán.

El núcleo de arte español integrado por más de 700 piezas, es la más numerosa de todas las secciones de arte internacional del museo y la mayor colección de obras de esta escuela que se mantiene fuera de España.
Alberga piezas que van desde el siglo XV hasta el XX, destacándose autores del Siglo de Oro español, tales como Luis Tristán (Martirio de San Andrés), José de Ribera (San Sebastián, San Juan Bautista y Santa Catalina de Alejandría), Francisco de Zurbarán (La Virgen de la Manzana), Bartolomé Esteban Murillo (Sagrada Familia) y Juan de Valdés Leal (San Juan Capistrano). Del siglo XVIII merece destacarse La Puerta del Sol en Madrid, obra clave de Luis Paret.[cita requerida]
El academicismo del siglo XIX y las tendencias del cambio de siglo, están representados por Eugenio Lucas Velázquez, Raimundo de Madrazo y Garreta, Santiago Rusiñol, Ignacio Zuloaga, además de un amplio conjunto de pinturas de Joaquín Sorolla. Pablo Picasso, Joan Miró, Emilio Grau Sala e Eduardo Arroyo son los principales exponentes del modernismo.[cita requerida]

#### Italia
De la colección de arte italiano, están puntualmente documentados, el Renacimiento, con Luca della Robbia y Vittore Carpaccio, mientras que el Manierismo presenta a Bronzino, Jacopo Bassano y Tintoretto. El segmento más sólido de la colección de arte proveniente de la península itálica lo compone el barroco con Adán y Eva de Annibale Carracci, Virgen con el Niño de Guido Reni, Triunfo de David de Guercino, José delante del Faraón por Mattia Preti y Abraham y los ángeles de Luca Giordano.
La estética rococó está representada por los trabajos de Alessandro Magnasco, Michele Marieschi, Giovanni Battista Piazzetta y por las vedutas de Giovanni Paolo Pannini, Canaletto y Francesco Guardi. En el siglo XIX, se destaca Giovanni Boldini, y en el último siglo, Amedeo Modigliani, Giorgio de Chirico y Valerio Adami.[cita requerida]

#### Francia

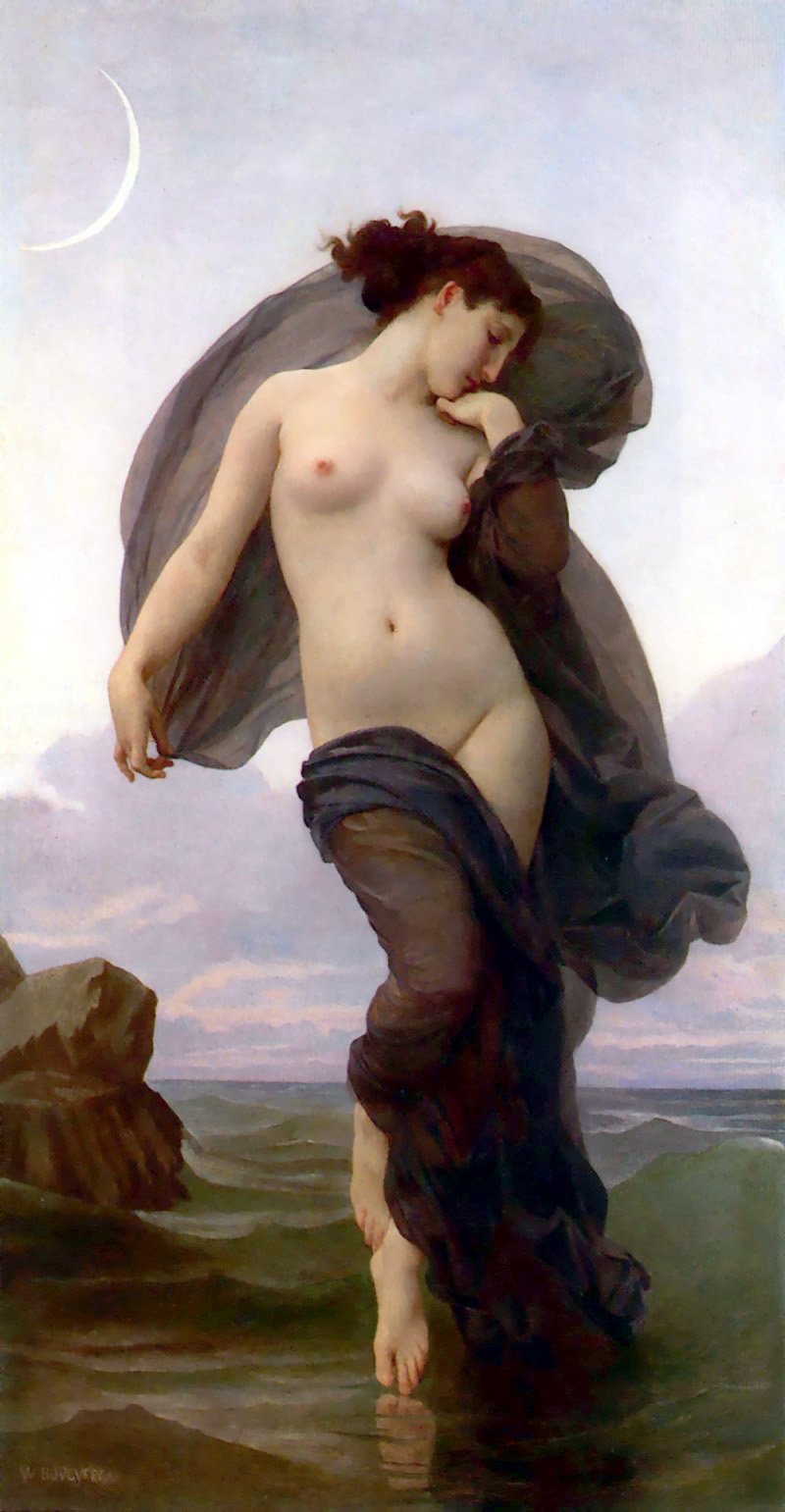
Evening Mood de William-Adolphe Bouguereau.

El arte francés expuesto en el museo abarca mayoritariamente el período entre el siglo XVII y XIX. Monsù Desiderio y Philippe de Champaigne evidencian el barroco, mientras que Jean-Baptiste Pater (Scène Galante) el rococó. El neoclasicismo está presente en las obras de François-Xavier Fabre y Jean-Auguste Dominique Ingres, al mismo tiempo de la Escuela de Barbizon, están Camille Corot, Narcisso Virgilio Díaz de la Peña, Jean-François Millet, Charles-François Daubigny, Jules Breton y Gustave Courbet.[cita requerida]
Se destacan además Adolphe Monticelli, William-Adolphe Bouguereau y Eugène Carrière.

#### Flandes, Países Bajos y Alemania

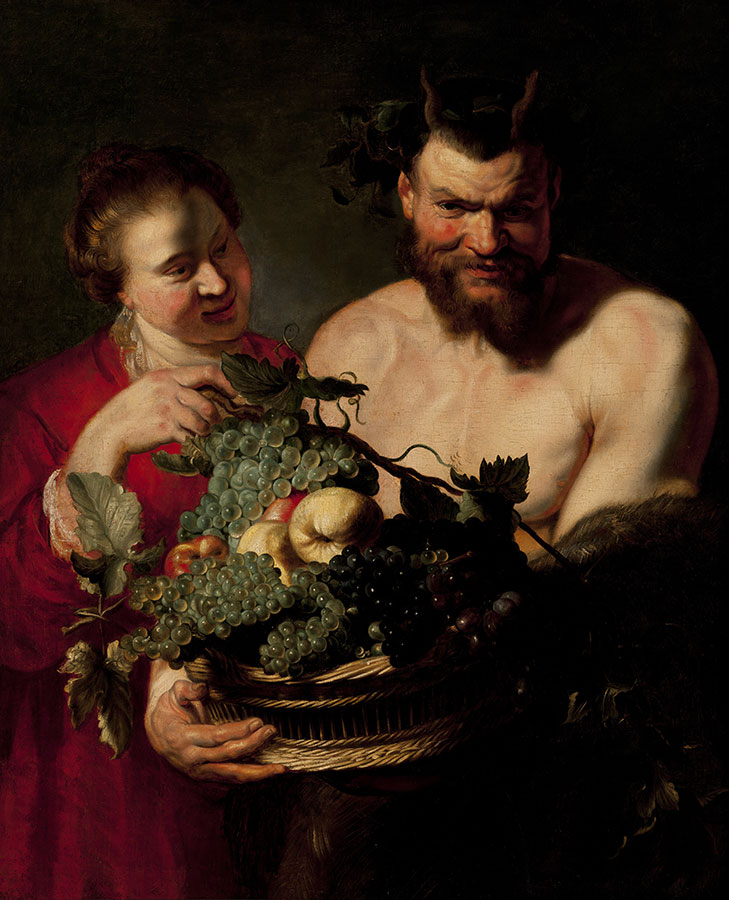
Fauno y muchacha, de Rubens.

El arte de Europa Central comprende mayormente el siglo XVII, con algunos ejemplares del Renacimiento y el Manierismo: Hans Memling, Lucas Cranach, Ludger tom Ring el Joven. Dentro del barroco flamenco se destacan Rubens, Jan Brueghel el Viejo, Cornelis de Vos, Jacob Jordaens, Antoon van Dyck, Jan Cossiers, Theodor van Thulden y Erasmus Quellinus II. Dentro de los neerlandeses, sobresalen Willem Claeszoon Heda, Thomas de Keyser, Johannes Cornelisz. Verspronck, Aert van der Neer, Nicolaes Berchem, Barent Fabritius, Jan Steen, Jan Wijnants, Gerard de Lairesse y Willem van Mieris.

#### Reino Unido
En la colección de arte británico sobresale la retratística inglesa de los siglos XVII y XVIII. Con obras de Godfrey Kneller (Retrato de una dama), Joshua Reynolds (Retrato de Miss Frances Kemble), Thomas Gainsborough (Retrato de Jorge IV como Príncipe de Gales), George Romney (Retrato de Mrs. John Chaworth), John Hoppner (Retrato de Miss Sarah Gale) y Thomas Lawrence (Retrato de Mrs. Edward Foster), de Escocia encontramos a Allan Ramsay y Henry Raeburn. William Turner con (Paisaje antiguo con "staffarge") y John Constable son exponentes del Romanticismo.

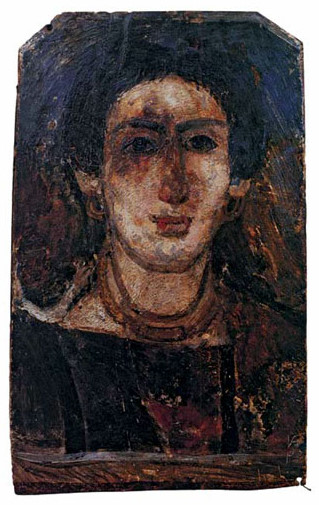
Retrato de El Fayum. Egipto, segunda mitad del siglo II d. C.

### Conde de Lagunillas
Esta colección de arte antiguo es una de las más importantes del mundo entero por su variedad y riqueza, cuenta con más de 600 piezas únicas. La colección se muestra en orden cronológico y geográfico, fue donada por Joaquín Gumá al morir.

#### Oriente
La muestra la abre Asia Menor y Medio Oriente porque están los exponentes más antiguos de la colección, piezas mesopotámicas con una antigüedad de 3500 años antes de nuestra era. Algunas piezas sumerias, entre las que hay tablillas con escritura cuneiforme, otras de la cultura babilónica y neobabilónica, más un núcleo de cinco piezas de arte fenicio, los grandes navegantes de la antigüedad, los que unifican el Mediterráneo antes del imperio romano. Casi todos los objetos de este núcleo, 45 piezas, son en barro o arcilla, solamente dos en bronce y exceptuando las dos grandes vasijas de cerámica de Tell el Obeid, llegaron al Museo en 1993 de la Academia de Ciencias, y quedan en depósito permanente. Algunas de estas piezas provienen de fondos del Colegio La Salle.

#### Egipto
La siguiente colección es la de arte egipcio, la muestra está dividida en dos salones, uno representa La Vida y el otro La Muerte.
Aunque la mayor parte de la colección es del conde, otras piezas llegaron por diferentes vías, como un sarcófago de madera policromada, escarabajos de corazón y un papiro original del Libro de los muertos. La pieza más cotizada de la colección es una singular Cabeza de Amón en basalto negro, con un trabajo verdaderamente minucioso, donde se puede diferenciar la doble textura, en la cara, lisa, acabada, de expresión suave, y en la corona, rugosa, para soportar el oro con que estaba cubierta.

#### Grecia y Roma
Este es el centro fundamental de la colección, debido a la cantidad y la calidad del arte de estas dos culturas tan similares y distintas al mismo tiempo, esto en parte se debe a la pasión del conde por el arte occidental.
En la Sala de Cerámica pueden encontrarse vasijas de lujo, de todos los periodos, técnicas y formas de producción. Las esculturas están ubicadas de manera cronológica, y pueden disfrutarse cabezas de distintos periodos, arcaico, clásico y helenístico.
En cuanto a Roma, encontramos los Retratos de El Fayum y algunos fragmentos de fuentes y esculturas de todo el imperio.

## Galería

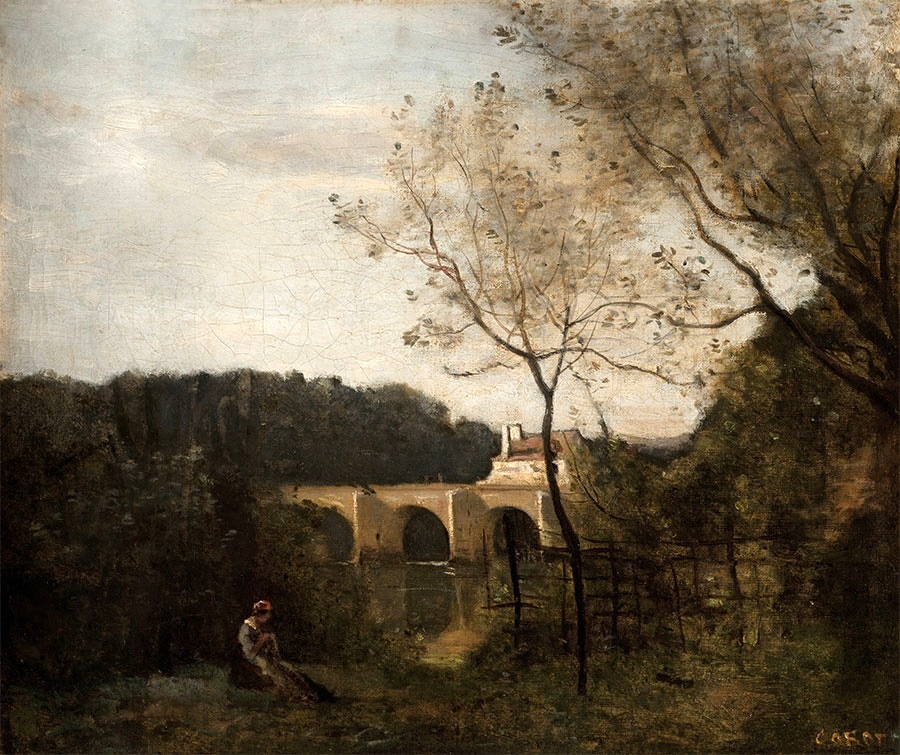
Camille Corot (El viejo puente de Nantes).
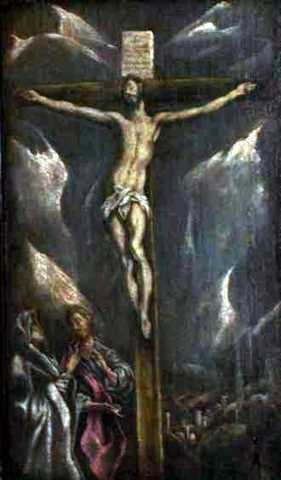
El Greco (Crucifixión con la Virgen y San Juan).
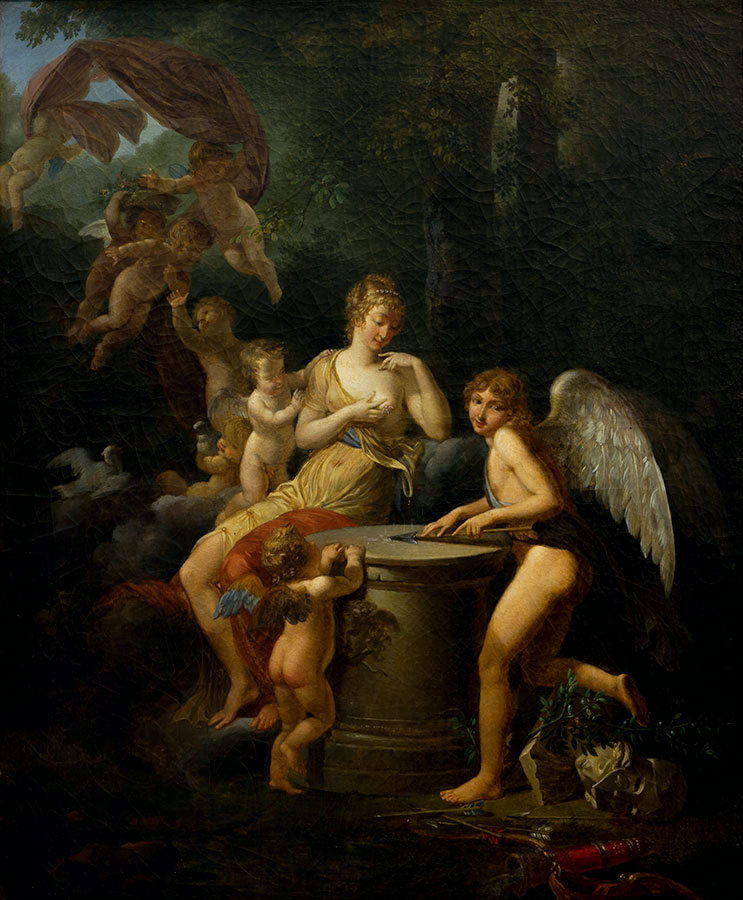
François Gérard (El Amor vencido por la Castidad).
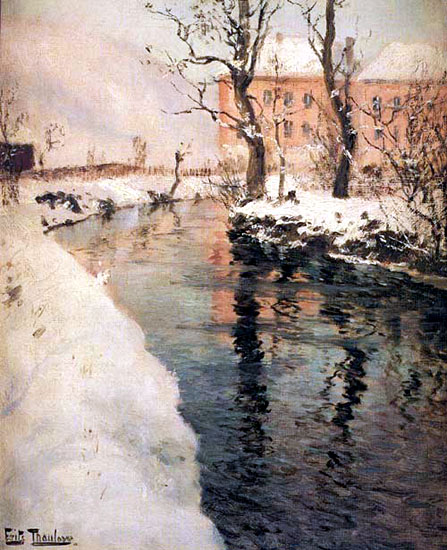
Frits Thaulow (Río en invierno).
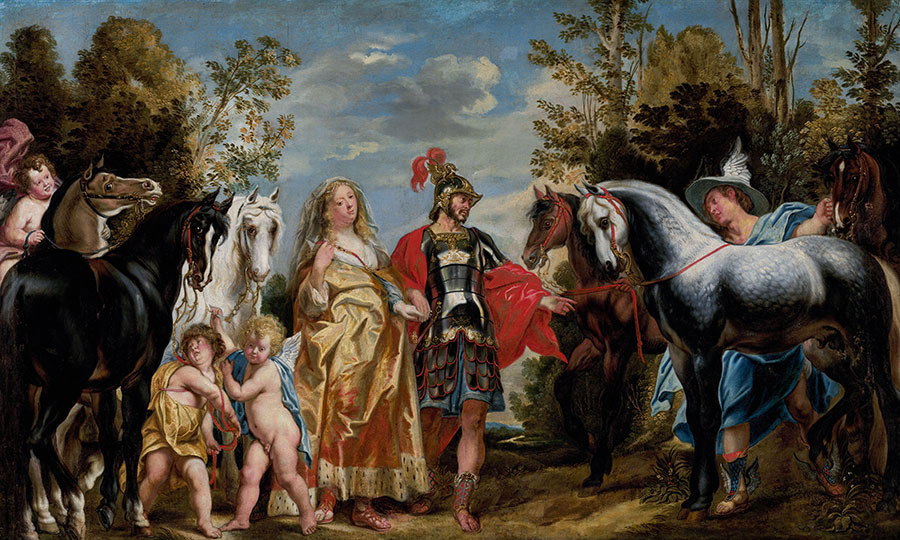
Jacob Jordaens (Marte y Mercurio conduciendo los caballos a Venus).
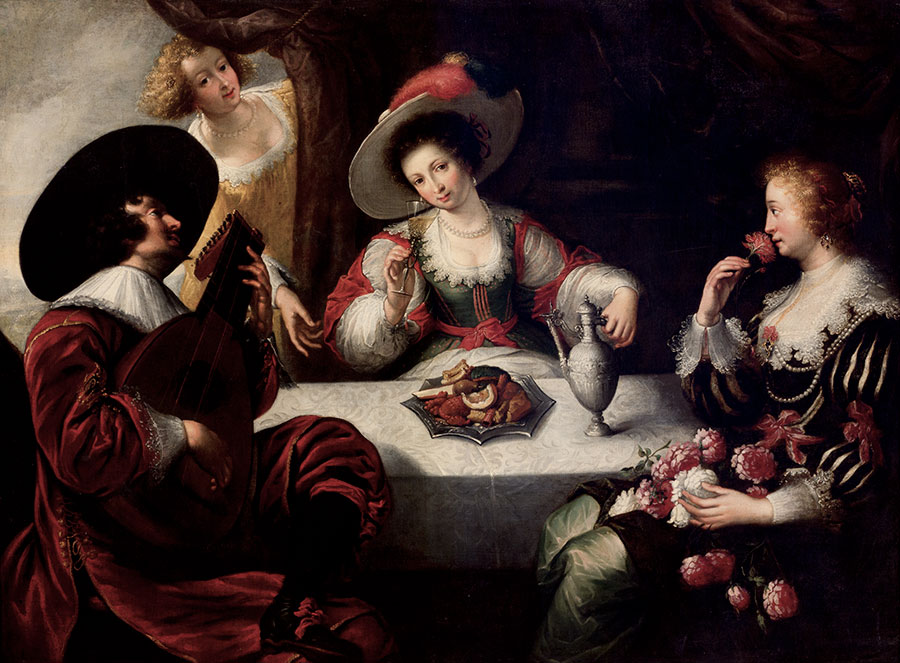
Jan Cossiers (Los cinco sentidos).
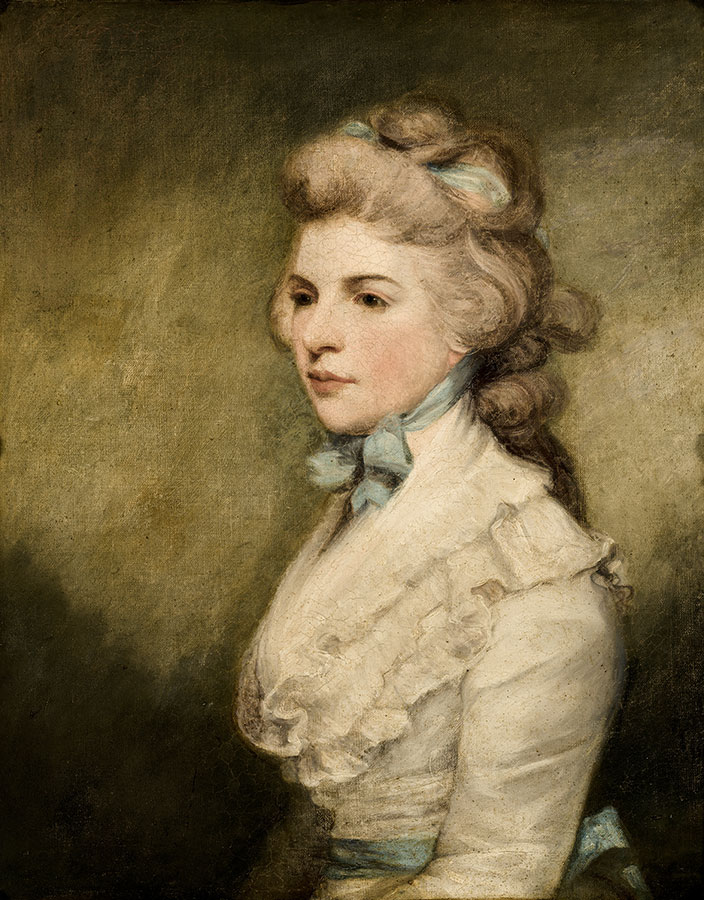
Joshua Reynolds (Retrato de Miss Frances Kemble).
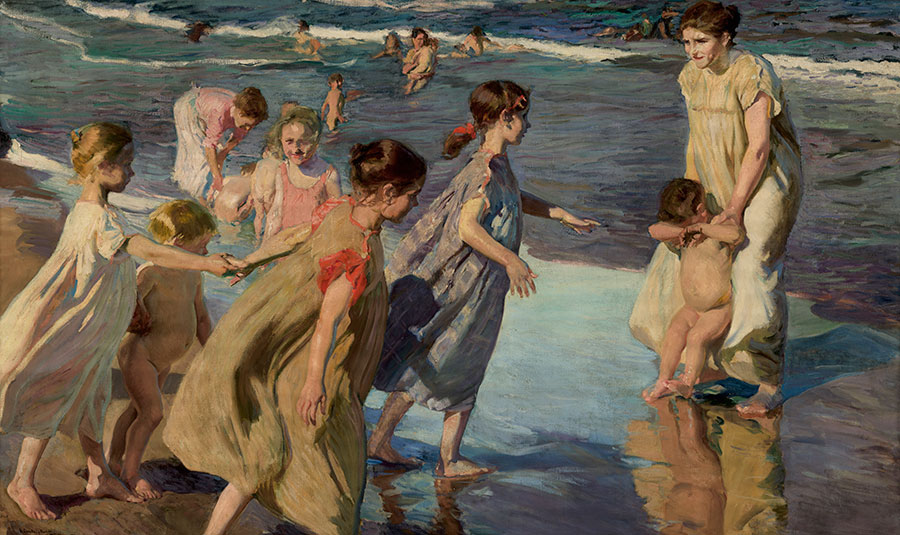
Joaquín Sorolla (Verano).
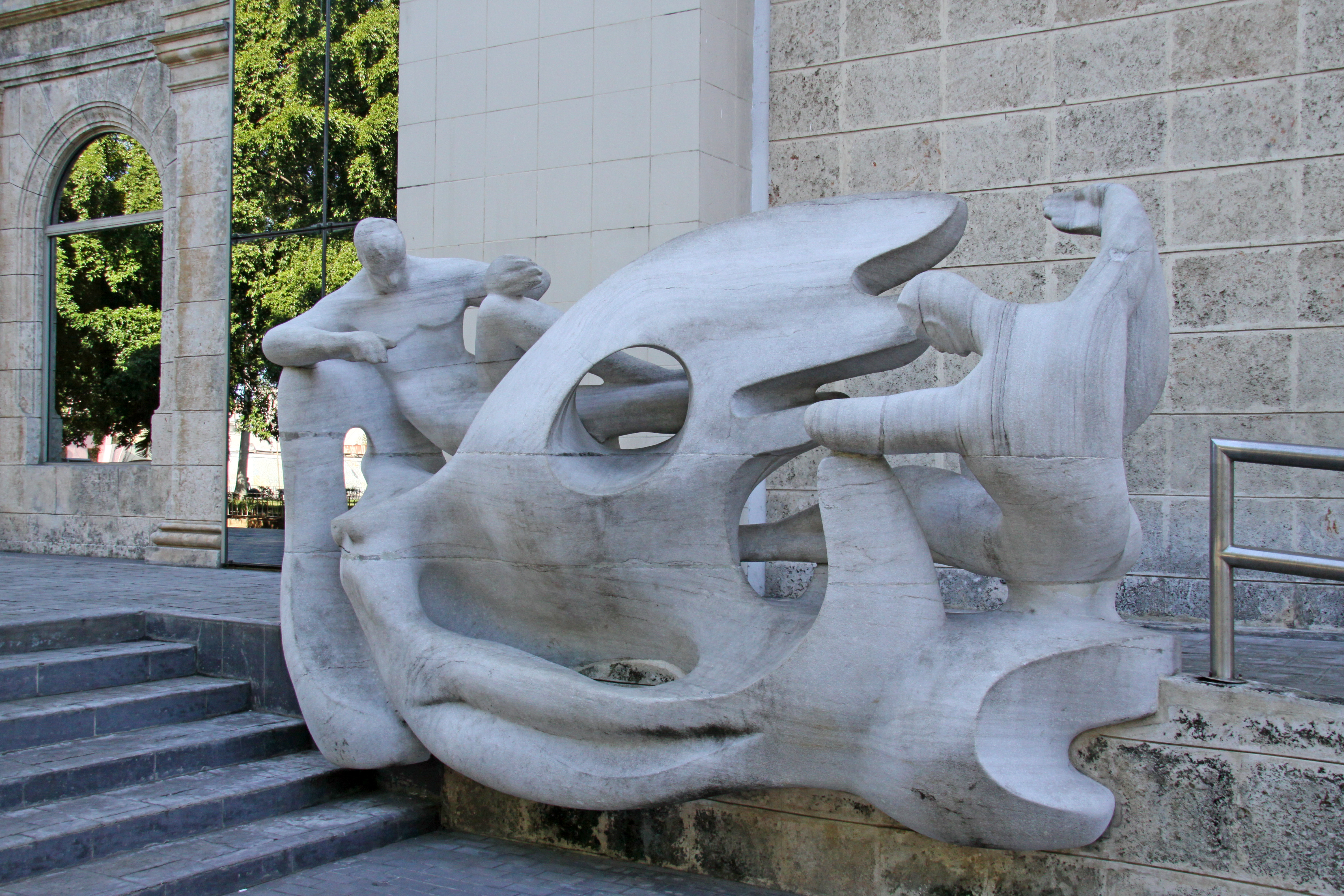
Forma, Espacio y Luz, escultura de Rita Longa en la entrada principal.